# Kajsa Strinning
Kajsa Strinning, egentligen Karin Gunnel Birgitta Strinning, född Svanholm 27 januari 1922 i Ytterlännäs församling, Västernorrlands län, död 20 december 2017, var en svensk akvarellist, arkitekt och formgivare. Tillsammans med maken Nils Strinning skapade hon bland annat det klassiska bokhyllesystemet Stringhyllan och diskhyllan Elfa. 

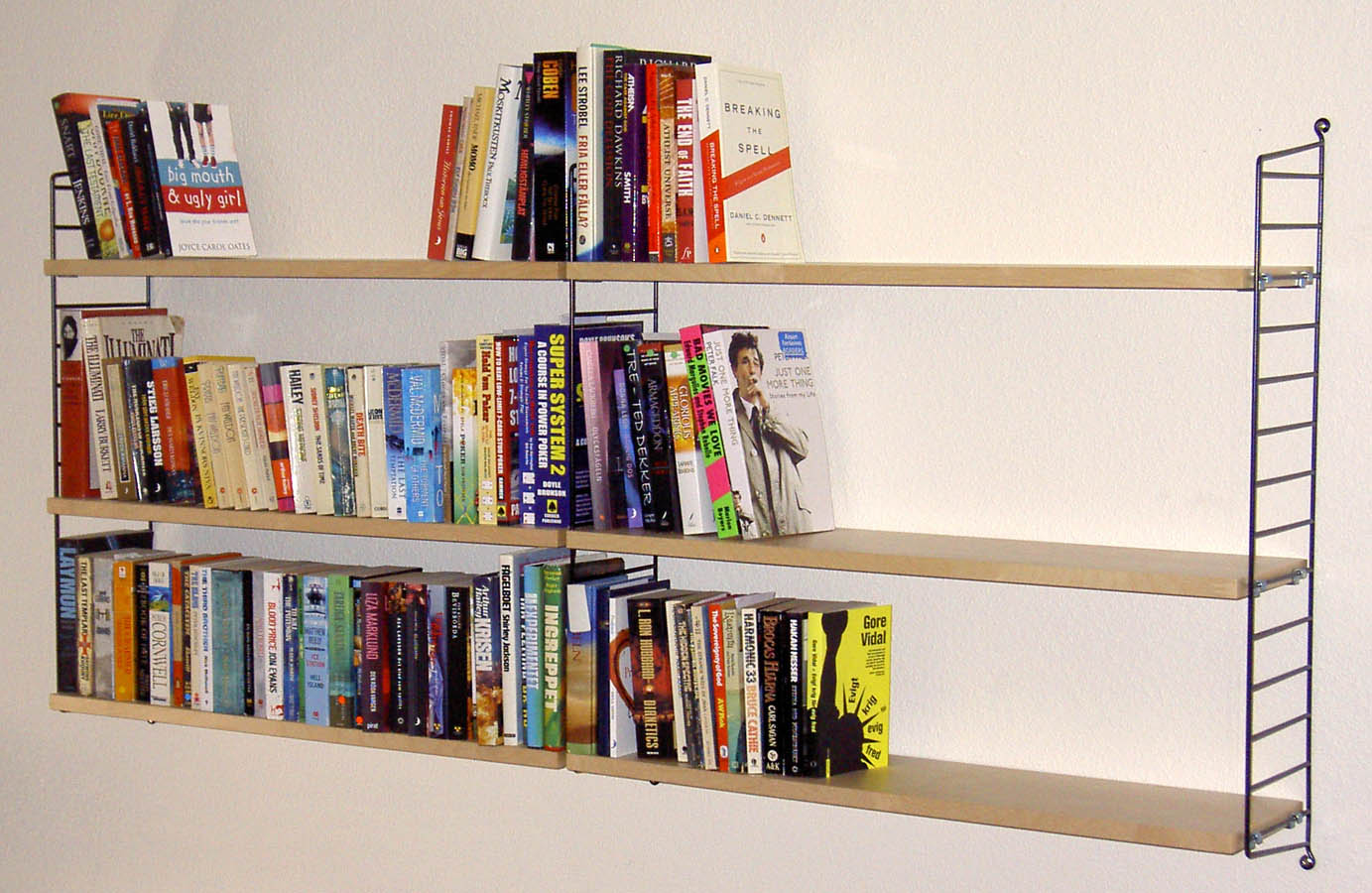
Stringhyllan.

Kajsa Strinning finns representerad vid Nationalmuseum i Stockholm. Hon är gravsatt på Skogsö kyrkogård.